# Otto Olzien
Otto Heinrich Olzien (* 30. Januar 1909 in Berlin; † 10. Juni 1989) war ein deutscher Germanist und Bibliothekar.

## Leben und Wirken
Otto Olzien studierte Germanistik, Geschichte und Philosophie an der Universität Göttingen und promovierte dort 1932. Das Staatsexamen für den höheren Schuldienst legte er 1933 ab. Als Volontär an der Stadt- und Universitätsbibliothek Frankfurt trat er 1933 in den höheren Bibliotheksdienst ein und absolvierte an der Preußischen Staatsbibliothek 1935 die Fachprüfung. Es folgte berufliche Stationen an der Bibliothek der Technischen Hochschule Danzig (1936 bis 1944) und an der Universitätsbibliothek Posen (1944). Von 1950 bis 1974 war Olzien dann an der Staats- und Universitätsbibliothek Göttingen tätig, seit 1963 als ihr stellvertretender Direktor.
Hervorzuheben ist insbesondere seine „Bibliographie zur deutschen Literaturgeschichte“ und eine umfangreiche Arbeit über Rainer Maria Rilke.

## Schriften
- Der Satzbau in „Wilhelm Meisters Lehrjahren“. Eine sprachstilistische Untersuchung (= Von deutscher Poeterey, Bd. 14). Weber, Leipzig 1933 (Dissertation Universität Göttingen) (Reprint: Sarastro-Verlag, Paderborn 2012, ISBN 978-3-86471-037-7).
- Nietzsche und das Problem der dichterischen Sprache (= Neue deutsche Forschungen, Bd. 301). Junker und Dünnhaupt, Berlin 1941 (Neudruck: Sändig, Walluf 1973, ISBN 3-500-28190-7).
- (Hrsg.): Gedichte Goethes aus den Jahren 1766–1784. Von der Urform bis zur endgültigen Gestalt. Vandenhoeck & Ruprecht, Göttingen 1947.
- Bibliographie zur deutschen Literaturgeschichte. Zwei Bände. Metzlersche Verlagsbuchhandlung, Stuttgart 1953/1955.
- Wirken. Aktionsform und Verbalmetapher bei Goethe (= Göppinger Arbeiten zur Germanistik, Bd. 38). Kümmerle, Göppingen 1971, ISBN 3-87452-045-5.
- Rainer Maria Rilke. Wirklichkeit und Sprache (= Stuttgarter Arbeiten zur Germanistik, Bd. 143). Heinz, Stuttgart 1984, ISBN 3-88099-147-2.
- «Le dire» und «das Sagen». Zum poetologischen Wortgebrauch bei Stéphane Mallarmé und Rainer Maria Rilke. In: Germanisch-romanische Monatsschrift, Bd. 36 (1986), S. 48–58.